# Théorie de la bipédie originelle
Selon la théorie de la bipédie initiale, le dernier ancêtre commun de la lignée humaine et de la lignée des chimpanzés aurait déjà été bipède et ce caractère se serait maintenu dans la lignée humaine, tandis qu'il se perdait chez les chimpanzés, devenus quadrupèdes.

## Historique
Cette théorie a été notamment développée en 2004 par Yvette Deloison, chercheuse au CNRS,, et reprise sous une forme atténuée par Pascal Picq, qui évoque plutôt des formes multiples de bipédie arboricole, ou locomotion orthograde, chez certains hominidés dès le Miocène,.

## Phylogénie
Phylogénie des genres actuels d'hominidés, d'après Shoshani et al. (1996) et Springer et al. (2012) :
| Gorillini | Gorilla (Gorille)                                                                                             |
|           | Gorilla (Gorille)                                                                                             |
| Hominini  | \| Panina \| Pan (Chimpanzé) \| \| \| Pan (Chimpanzé) \| \| Hominina \| Homo (Homme) \| \| \| Homo (Homme) \| |
|           | \| Panina \| Pan (Chimpanzé) \| \| \| Pan (Chimpanzé) \| \| Hominina \| Homo (Homme) \| \| \| Homo (Homme) \| |
| Panina    | Pan (Chimpanzé)                                                                                               |
|           | Pan (Chimpanzé)                                                                                               |
| Hominina  | Homo (Homme)                                                                                                  |
|           | Homo (Homme)                                                                                                  |

| Panina   | Pan (Chimpanzé) |
|          | Pan (Chimpanzé) |
| Hominina | Homo (Homme)    |
|          | Homo (Homme)    |

| Gorillini | Gorilla (Gorille)                                                                                             |
|           | Gorilla (Gorille)                                                                                             |
| Hominini  | \| Panina \| Pan (Chimpanzé) \| \| \| Pan (Chimpanzé) \| \| Hominina \| Homo (Homme) \| \| \| Homo (Homme) \| |
|           | \| Panina \| Pan (Chimpanzé) \| \| \| Pan (Chimpanzé) \| \| Hominina \| Homo (Homme) \| \| \| Homo (Homme) \| |
| Panina    | Pan (Chimpanzé)                                                                                               |
|           | Pan (Chimpanzé)                                                                                               |
| Hominina  | Homo (Homme)                                                                                                  |
|           | Homo (Homme)                                                                                                  |

| Panina   | Pan (Chimpanzé) |
|          | Pan (Chimpanzé) |
| Hominina | Homo (Homme)    |
|          | Homo (Homme)    |

## Espèces
On connait en Europe au Miocène supérieur deux espèces d'hominidés qui présentent une forme de bipédie, laquelle semble toutefois différente de celle qui apparaitra un peu plus tard chez les Hominina :
- Danuvius guggenmosi : 11,6 Ma, Allemagne
- Oreopithecus bambolii : 7,5 Ma, Italie